# Acquafredda
Acquafredda är en ort och kommun i provinsen Brescia i regionen Lombardiet i Italien. Kommunen hade 1 528 invånare (2018).